# Агуа-Доси-ду-Мараньян

Агуа-Доси-ду-Мараньян на карте штата.

Агуа-Доси-ду-Мараньян (порт. Água Doce do Maranhão) — муниципалитет в Бразилии, входит в штат Мараньян. Составная часть мезорегиона Восток штата Мараньян. Входит в экономико-статистический микрорегион Байшу-Парнаиба-Мараньенси. Население составляет 11 581 человек на 2010 год. Занимает площадь 443,267 км². Плотность населения — 26,13 чел./км².

## Демография
Согласно сведениям, собранным в ходе переписи 2010 г. Национальным институтом географии и статистики (IBGE), население муниципалитета составляет:
| Полное население                               | Полное население                               | Полное население                               | Полное население                               | 11 581 |
| ---------------------------------------------- | ---------------------------------------------- | ---------------------------------------------- | ---------------------------------------------- | ------ |
| в том числе:                                   | Городское население                            | 3133                                           | Процент городского населения, %                | 27,05  |
|                                                | Сельское население                             | 8448                                           | Процент сельского населения, %                 | 72,95  |
|                                                | Мужское население                              | 6018                                           | Процент мужского населения, %                  | 51,96  |
|                                                | Женское население                              | 5563                                           | Процент женского населения, %                  | 48,04  |
| Плотность населения, чел/км²                   | Плотность населения, чел/км²                   | Плотность населения, чел/км²                   | Плотность населения, чел/км²                   | 26,13  |
| Население муниципалитета в % к населению штата | Население муниципалитета в % к населению штата | Население муниципалитета в % к населению штата | Население муниципалитета в % к населению штата | 0,18   |

По данным оценки 2016 года, население муниципалитета составляет 12 257 жителей.

## Статистика
- Валовой внутренний продукт на 2003 год составляет 10 123 801,00 реалов (данные: Бразильский институт географии и статистики).
- Валовой внутренний продукт на душу населения на 2003 год составляет 1036,32 реалов (данные: Бразильский институт географии и статистики).
- Индекс развития человеческого потенциала на 2000 год составляет 0,529 (данные: Программа развития ООН).